# Ptilodactyla hyperglotta
Ptilodactyla hyperglotta is een keversoort uit de familie Ptilodactylidae. De wetenschappelijke naam van de soort is voor het eerst geldig gepubliceerd in 1982 door Johnson & Freytag.